# Rue de l'Abbé-Gridel
La rue de l'Abbé-Gridel est une voie située au sein de la commune française de Nancy, dans le département de Meurthe-et-Moselle, en région Lorraine (Grand Est).

## Situation et accès
En légère montée, elle part en face du Basilique du Sacré-Cœur de Nancy pour couper l'avenue Anatole France pour arriver rue de Santifontaine en face l'institution pour aveugles.

## Origine du nom

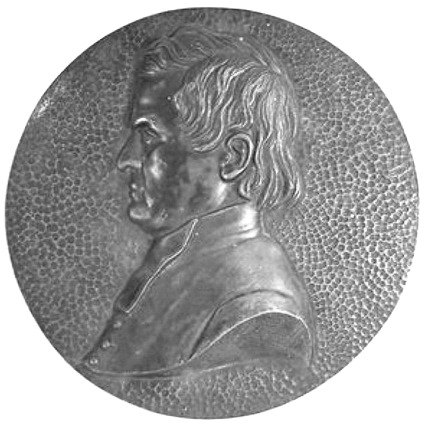
Nicolas Gridel par Giorné Viard

Elle porte le nom de l'abbé Nicolas Gridel (1801-1885), ancien curé de la cathédrale de Nancy. Il a fondé en 1852, l'Institut des jeunes aveugles de Nancy, situé à l'intersection de la rue de Santifontaine et de la rue de l'Abbé-Gridel.

## Historique
Cette voie est ouverte en 1895 sous sa dénomination actuelle.
Une manufacture de chaussures y a fonctionné pendant de nombreuses années

## Bâtiments remarquables et lieux de mémoire

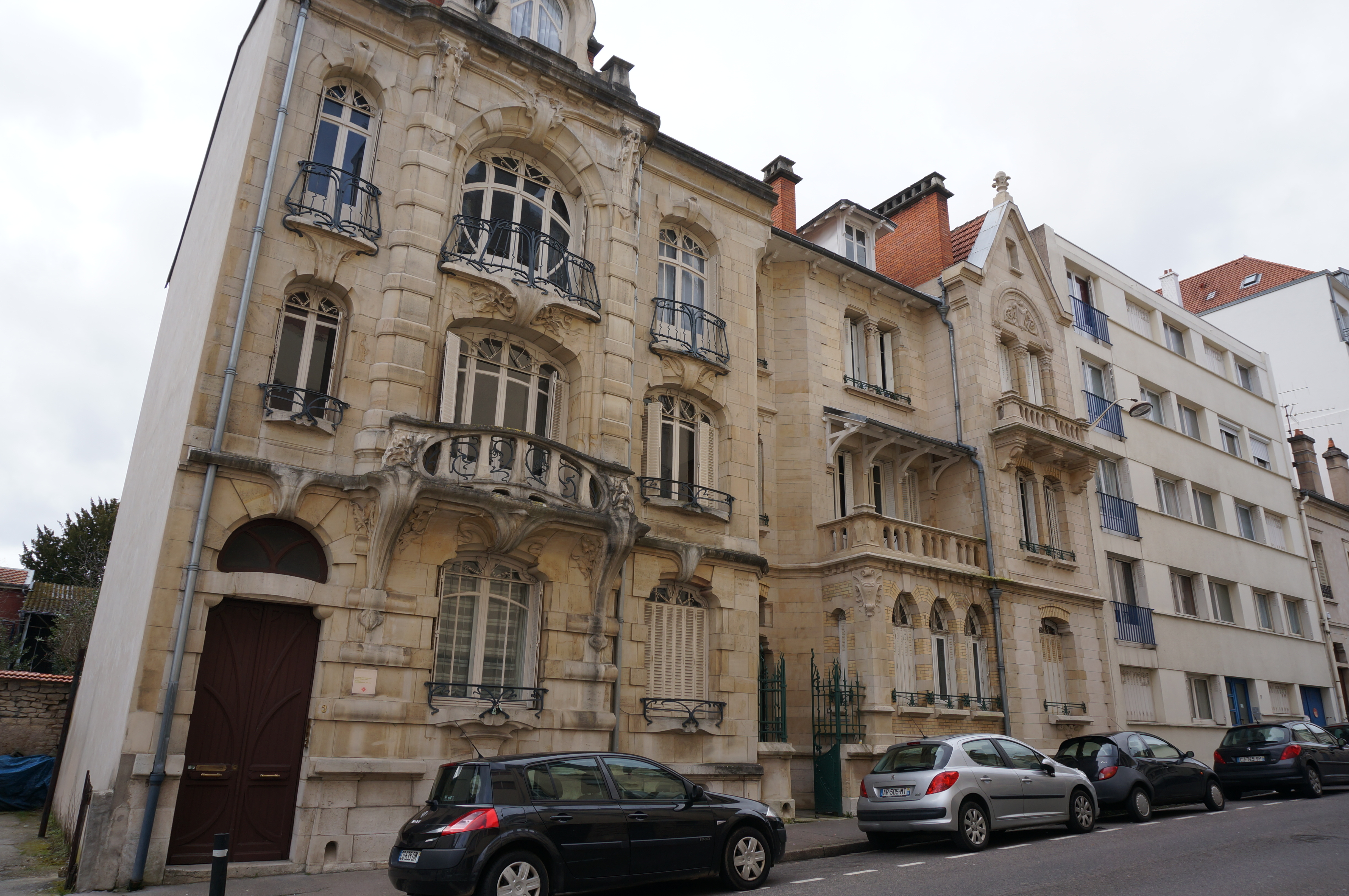
Le 3 & 5 de la rue.

- n°3 immeuble Blavy-Mangon édifice inscrit au titre des monuments historiques depuis 1977[4].
- n°5 immeuble, bâtiment inscrit au titre des monuments historiques depuis 1977[5].